# Estrecho (metropolitana di Madrid)
Estrecho è una stazione della linea 1 della metropolitana di Madrid.
Si trova sotto la calle de Bravo Murillo, all'intersezione con la calle de Francos Rodríguez, nel distretto di Tetuán.
Deve il suo nome al quartiere popolare in cui si trova, che a sua volta deve il nome allo stretto di Gibilterra (in spagnolo Estrecho de Gibraltar).

## Storia

Ampliamento della linea 1 che ha incluso la stazione di Estrecho

La stazione fu inaugurata il 6 marzo 1929, quando la linea 1 venne prolungata fino al distretto di Tetuán.

## Accessi
Ingresso Juan de Olías
- Navarra Calle de Bravo Murillo 181 (angolo con Calle de Navarra)
- Juan de Olías Calle de Bravo Murillo 172

Ingresso Fulgencio de Miguel aperto dalle 6:00 alle 21:40
- Manuel Luna Calle de Bravo Murillo, 194
- Fulgencio de Miguel Calle de Bravo Murillo, 205